# Смрчка, Франтишек
|   | a | b | c | d | e | f | g | h |   |
| - | --- | --- | --- | --- | --- | --- | --- | --- | - |
| 8 | d6 белый король · a5 чёрный король · d5 белая пешка · a4 белая пешка · b4 белая ладья · h4 белая пешка · a1 чёрный ферзь | d6 белый король · a5 чёрный король · d5 белая пешка · a4 белая пешка · b4 белая ладья · h4 белая пешка · a1 чёрный ферзь | d6 белый король · a5 чёрный король · d5 белая пешка · a4 белая пешка · b4 белая ладья · h4 белая пешка · a1 чёрный ферзь | d6 белый король · a5 чёрный король · d5 белая пешка · a4 белая пешка · b4 белая ладья · h4 белая пешка · a1 чёрный ферзь | d6 белый король · a5 чёрный король · d5 белая пешка · a4 белая пешка · b4 белая ладья · h4 белая пешка · a1 чёрный ферзь | d6 белый король · a5 чёрный король · d5 белая пешка · a4 белая пешка · b4 белая ладья · h4 белая пешка · a1 чёрный ферзь | d6 белый король · a5 чёрный король · d5 белая пешка · a4 белая пешка · b4 белая ладья · h4 белая пешка · a1 чёрный ферзь | d6 белый король · a5 чёрный король · d5 белая пешка · a4 белая пешка · b4 белая ладья · h4 белая пешка · a1 чёрный ферзь | 8 |
| 7 | d6 белый король · a5 чёрный король · d5 белая пешка · a4 белая пешка · b4 белая ладья · h4 белая пешка · a1 чёрный ферзь | d6 белый король · a5 чёрный король · d5 белая пешка · a4 белая пешка · b4 белая ладья · h4 белая пешка · a1 чёрный ферзь | d6 белый король · a5 чёрный король · d5 белая пешка · a4 белая пешка · b4 белая ладья · h4 белая пешка · a1 чёрный ферзь | d6 белый король · a5 чёрный король · d5 белая пешка · a4 белая пешка · b4 белая ладья · h4 белая пешка · a1 чёрный ферзь | d6 белый король · a5 чёрный король · d5 белая пешка · a4 белая пешка · b4 белая ладья · h4 белая пешка · a1 чёрный ферзь | d6 белый король · a5 чёрный король · d5 белая пешка · a4 белая пешка · b4 белая ладья · h4 белая пешка · a1 чёрный ферзь | d6 белый король · a5 чёрный король · d5 белая пешка · a4 белая пешка · b4 белая ладья · h4 белая пешка · a1 чёрный ферзь | d6 белый король · a5 чёрный король · d5 белая пешка · a4 белая пешка · b4 белая ладья · h4 белая пешка · a1 чёрный ферзь | 7 |
| 6 | d6 белый король · a5 чёрный король · d5 белая пешка · a4 белая пешка · b4 белая ладья · h4 белая пешка · a1 чёрный ферзь | d6 белый король · a5 чёрный король · d5 белая пешка · a4 белая пешка · b4 белая ладья · h4 белая пешка · a1 чёрный ферзь | d6 белый король · a5 чёрный король · d5 белая пешка · a4 белая пешка · b4 белая ладья · h4 белая пешка · a1 чёрный ферзь | d6 белый король · a5 чёрный король · d5 белая пешка · a4 белая пешка · b4 белая ладья · h4 белая пешка · a1 чёрный ферзь | d6 белый король · a5 чёрный король · d5 белая пешка · a4 белая пешка · b4 белая ладья · h4 белая пешка · a1 чёрный ферзь | d6 белый король · a5 чёрный король · d5 белая пешка · a4 белая пешка · b4 белая ладья · h4 белая пешка · a1 чёрный ферзь | d6 белый король · a5 чёрный король · d5 белая пешка · a4 белая пешка · b4 белая ладья · h4 белая пешка · a1 чёрный ферзь | d6 белый король · a5 чёрный король · d5 белая пешка · a4 белая пешка · b4 белая ладья · h4 белая пешка · a1 чёрный ферзь | 6 |
| 5 | d6 белый король · a5 чёрный король · d5 белая пешка · a4 белая пешка · b4 белая ладья · h4 белая пешка · a1 чёрный ферзь | d6 белый король · a5 чёрный король · d5 белая пешка · a4 белая пешка · b4 белая ладья · h4 белая пешка · a1 чёрный ферзь | d6 белый король · a5 чёрный король · d5 белая пешка · a4 белая пешка · b4 белая ладья · h4 белая пешка · a1 чёрный ферзь | d6 белый король · a5 чёрный король · d5 белая пешка · a4 белая пешка · b4 белая ладья · h4 белая пешка · a1 чёрный ферзь | d6 белый король · a5 чёрный король · d5 белая пешка · a4 белая пешка · b4 белая ладья · h4 белая пешка · a1 чёрный ферзь | d6 белый король · a5 чёрный король · d5 белая пешка · a4 белая пешка · b4 белая ладья · h4 белая пешка · a1 чёрный ферзь | d6 белый король · a5 чёрный король · d5 белая пешка · a4 белая пешка · b4 белая ладья · h4 белая пешка · a1 чёрный ферзь | d6 белый король · a5 чёрный король · d5 белая пешка · a4 белая пешка · b4 белая ладья · h4 белая пешка · a1 чёрный ферзь | 5 |
| 4 | d6 белый король · a5 чёрный король · d5 белая пешка · a4 белая пешка · b4 белая ладья · h4 белая пешка · a1 чёрный ферзь | d6 белый король · a5 чёрный король · d5 белая пешка · a4 белая пешка · b4 белая ладья · h4 белая пешка · a1 чёрный ферзь | d6 белый король · a5 чёрный король · d5 белая пешка · a4 белая пешка · b4 белая ладья · h4 белая пешка · a1 чёрный ферзь | d6 белый король · a5 чёрный король · d5 белая пешка · a4 белая пешка · b4 белая ладья · h4 белая пешка · a1 чёрный ферзь | d6 белый король · a5 чёрный король · d5 белая пешка · a4 белая пешка · b4 белая ладья · h4 белая пешка · a1 чёрный ферзь | d6 белый король · a5 чёрный король · d5 белая пешка · a4 белая пешка · b4 белая ладья · h4 белая пешка · a1 чёрный ферзь | d6 белый король · a5 чёрный король · d5 белая пешка · a4 белая пешка · b4 белая ладья · h4 белая пешка · a1 чёрный ферзь | d6 белый король · a5 чёрный король · d5 белая пешка · a4 белая пешка · b4 белая ладья · h4 белая пешка · a1 чёрный ферзь | 4 |
| 3 | d6 белый король · a5 чёрный король · d5 белая пешка · a4 белая пешка · b4 белая ладья · h4 белая пешка · a1 чёрный ферзь | d6 белый король · a5 чёрный король · d5 белая пешка · a4 белая пешка · b4 белая ладья · h4 белая пешка · a1 чёрный ферзь | d6 белый король · a5 чёрный король · d5 белая пешка · a4 белая пешка · b4 белая ладья · h4 белая пешка · a1 чёрный ферзь | d6 белый король · a5 чёрный король · d5 белая пешка · a4 белая пешка · b4 белая ладья · h4 белая пешка · a1 чёрный ферзь | d6 белый король · a5 чёрный король · d5 белая пешка · a4 белая пешка · b4 белая ладья · h4 белая пешка · a1 чёрный ферзь | d6 белый король · a5 чёрный король · d5 белая пешка · a4 белая пешка · b4 белая ладья · h4 белая пешка · a1 чёрный ферзь | d6 белый король · a5 чёрный король · d5 белая пешка · a4 белая пешка · b4 белая ладья · h4 белая пешка · a1 чёрный ферзь | d6 белый король · a5 чёрный король · d5 белая пешка · a4 белая пешка · b4 белая ладья · h4 белая пешка · a1 чёрный ферзь | 3 |
| 2 | d6 белый король · a5 чёрный король · d5 белая пешка · a4 белая пешка · b4 белая ладья · h4 белая пешка · a1 чёрный ферзь | d6 белый король · a5 чёрный король · d5 белая пешка · a4 белая пешка · b4 белая ладья · h4 белая пешка · a1 чёрный ферзь | d6 белый король · a5 чёрный король · d5 белая пешка · a4 белая пешка · b4 белая ладья · h4 белая пешка · a1 чёрный ферзь | d6 белый король · a5 чёрный король · d5 белая пешка · a4 белая пешка · b4 белая ладья · h4 белая пешка · a1 чёрный ферзь | d6 белый король · a5 чёрный король · d5 белая пешка · a4 белая пешка · b4 белая ладья · h4 белая пешка · a1 чёрный ферзь | d6 белый король · a5 чёрный король · d5 белая пешка · a4 белая пешка · b4 белая ладья · h4 белая пешка · a1 чёрный ферзь | d6 белый король · a5 чёрный король · d5 белая пешка · a4 белая пешка · b4 белая ладья · h4 белая пешка · a1 чёрный ферзь | d6 белый король · a5 чёрный король · d5 белая пешка · a4 белая пешка · b4 белая ладья · h4 белая пешка · a1 чёрный ферзь | 2 |
| 1 | d6 белый король · a5 чёрный король · d5 белая пешка · a4 белая пешка · b4 белая ладья · h4 белая пешка · a1 чёрный ферзь | d6 белый король · a5 чёрный король · d5 белая пешка · a4 белая пешка · b4 белая ладья · h4 белая пешка · a1 чёрный ферзь | d6 белый король · a5 чёрный король · d5 белая пешка · a4 белая пешка · b4 белая ладья · h4 белая пешка · a1 чёрный ферзь | d6 белый король · a5 чёрный король · d5 белая пешка · a4 белая пешка · b4 белая ладья · h4 белая пешка · a1 чёрный ферзь | d6 белый король · a5 чёрный король · d5 белая пешка · a4 белая пешка · b4 белая ладья · h4 белая пешка · a1 чёрный ферзь | d6 белый король · a5 чёрный король · d5 белая пешка · a4 белая пешка · b4 белая ладья · h4 белая пешка · a1 чёрный ферзь | d6 белый король · a5 чёрный король · d5 белая пешка · a4 белая пешка · b4 белая ладья · h4 белая пешка · a1 чёрный ферзь | d6 белый король · a5 чёрный король · d5 белая пешка · a4 белая пешка · b4 белая ладья · h4 белая пешка · a1 чёрный ферзь | 1 |
|   | a | b | c | d | e | f | g | h |   |

Франтишек Смрчка (чеш. František Smrčka, род. 26 марта 1932) — чехословацкий и чешский шахматист, международный мастер ИКЧФ.
Известен по выступлениям в заочных соревнованиях. Являлся одним из сильнейших чехословацких переписочников 1960—1980-х гг.
В составе сборной Чехословакии стал победителем 5-й заочной олимпиады (1965—1968 гг.). В соревновании выступал на 2-й доске. Несмотря на курьезное поражение от шахматиста из ФРГ Г. Энгеля (1. e4 c5 2. Кc3 Кc6 3. f4 g6 4. Кf3 Сg7 5. Сb5 Кd4 6. К:d4 cd 7. Кe2 e6 8. d3?? Фa5+, и белые сдались ввиду потери фигуры), набрал 5 очков в 8 партиях (без ничьих). Смрчка сумел одержать важнейшую победу в матче со сборной СССР. Партия с В. П. Симагиным была отдана на присуждение после 61-го хода черных (см. диаграмму). Жюри посчитало, что материального перевеса черных достаточно для выигрыша. Симагин считал, что сохранял практические шансы на ничью, но его протест был отклонен. Современные компьютерные исследования подтвердили правильность решения жюри.